# SS Belgenland (1914)
El SS Belgenland fue un transatlántico construido en 1914 y originalmente utilizado como barco de carga para la empresa naviera White Star Line y transporte de tropas durante la Primera Guerra Mundial, bajo el nombre de SS Belgic. Debido a que era necesitado para el esfuerzo de guerra británico, fue terminado precipitadamente con solamente dos chimeneas y una superestructura con solo una cubierta de alto. 
Inicialmente utilizado para transportar mercancía, en 1918 fue reformado para dar alojamiento hasta a 3000 tropas. Su arqueo bruto era de 24 547 toneladas. 

## Conversión a buque de lujo

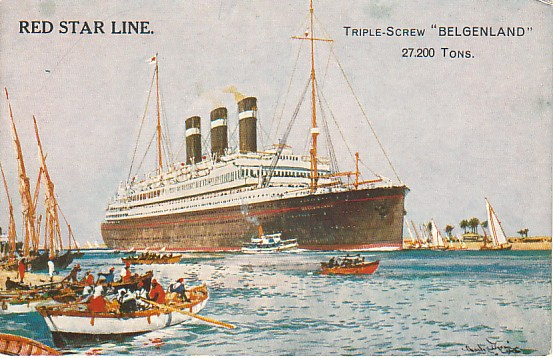
Postal del Belgenland, c. 1926

Se pretendía que fuera el transatlántico Belgenland. Más tarde durante su construcción, sin embargo, fue modificado y rebautizado Belgic. 
Permaneció como barco de transporte de tropas hasta abril de 1921, cuando fue amarrado en el puerto de Liverpool. No había sitio disponible en los astilleros, de modo que no podía ser reconstruido. Los astilleros de Harland & Wolff finalmente dispusieron de un hueco libre, y en marzo de 1922 fue remolcado a Belfast, donde los trabajos de reconstrucción comenzaron inmediatamente. 
Fue asignado a la Red Star Line, y rebautizado como Belgenland. Fue el segundo barco de la empresa en recibir dicho nombre. Se le instaló finalmente una superestructura de 4 cubiertas en altura y una tercera chimenea, aumentando su arqueo por encima de las 27 000 toneladas brutas, convirtiéndolo en el buque más grande y lujoso de la Red Star. Permaneció en su ruta asignada durante una década, y también realizó siete cruceros de invierno alrededor del mundo. 
El 4 de diciembre de 1924 inició un crucero de 133 días —uno de los más largos cruceros jamás realizados por aquel entonces— anunciado como "El barco más grande en circunnavegar el globo".

## Gran Depresión y ocaso del Belgenland
La Gran Depresión, a finales de la década de 1920 y comienzos de 1930 golpeó duramente al Belgenland. Inicialmente fue relegado a pequeños cruceros y excursiones de un día desde Nueva York, cobrando 4$ por pasajero. Trasladado al dique seco en el invierno de 1932, hizo solo tres viajes el verano siguiente, siendo cruceros mediterráneos. 
Los millonarios que realizaban habitualmente largos cruceros eran ahora incapaces de viajar. Hizo algunos cruceros más desde Londres, y de nuevo fue amarrado en septiembre, en el puerto londinense.
La Atlantic Transport Company lo adquirió en enero de 1935 y lo rebautizó como Columbia. Fue entonces reubicado en su filial, Panama Pacific Line, y se realizó otro intento tras colocarlo en la ruta de Nueva York a las Indias Occidentales, haciendo escala en Miami, Nassau, y La Habana, pero esto resultó en fracaso. Era demasiado grande para cualquier servicio y fue puesto de nuevo en dique, esta vez de forma permanente.
El 22 de abril de 1936 navegó por última vez de Nueva York a Reino Unido, siendo vendido para chatarra, y su desguace comenzó el 4 de mayo de aquel año en Bo'ness (Escocia).

## Pasajeros famosos

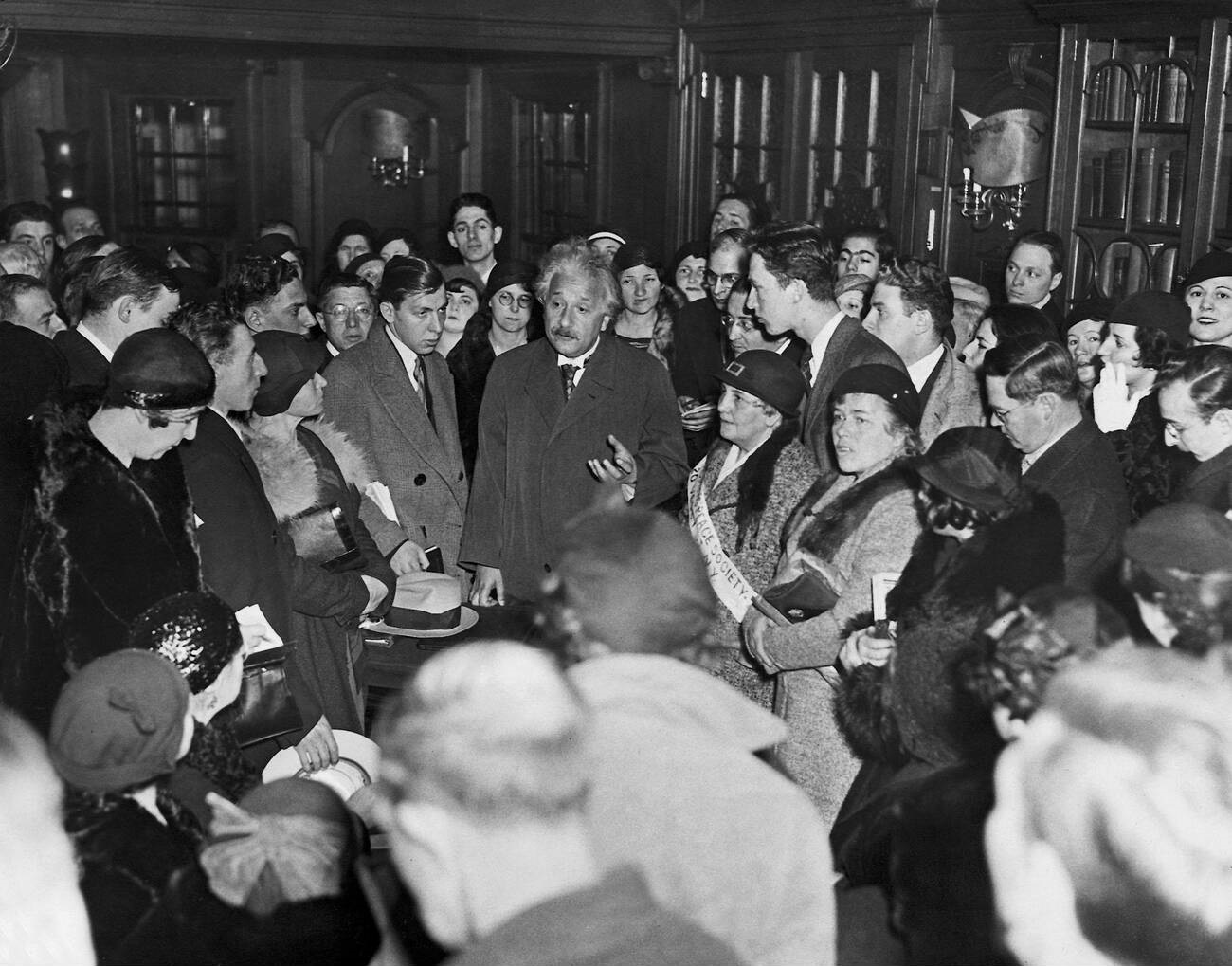
Albert Einstein fotografiado junto a una multitud de pasajeros y periodistas en la biblioteca de primera clase del Belgenland, en 1933. Einstein viajaba de visita a Alemania, su país natal, en el momento de la fotografía. Sin embargo, al enterarse de la investidura de Hitler como el nuevo canciller alemán, desembarcó en Amberes para regresar a EE. UU.

Uno de sus pasajeros más famosos fue Albert Einstein. Realizando un viaje de visita a Alemania a bordo del Belgenland en 1933, Einstein se enteró de que los nazis se habían hecho con el poder y Adolf Hitler había sido nombrado Führer del III Reich. Einstein se bajó del barco en Amberes, y navegó de vuelta a Estados Unidos en otro buque de la Red Star, el SS Westernland, con la intención de no regresar de nuevo a Alemania.
También en la década de 1920, la auxiliar de la White Star Line, Violet Jessop, famosa superviviente de los hundimientos del RMS Titanic y de su barco gemelo, el HMHS Britannic, navegó a bordo del Belgenland en dos cruceros alrededor del mundo, como empleada de la Red Star.